# Paul Elvstrøm
Paul Bert Elvstrøm (Hellerup, 25 februari 1928 – aldaar, 7 december 2016) was een Deens zeiler. Hij won vier gouden medailles op de Olympische Zomerspelen en won in totaal elf wereldtitels in verschillende zeilklassen. Elvstrøm deelt met de Bahamees Durward Knowles het record van acht olympische optreden bij het zeilen. 

## Erelijst
Olympische Zomerspelen
 1948 (Firefly), 1952, 1956, 1960 (Finn)
Wereldkampioenschappen zeilen
 1957, 1958 (505)
 1958, 1959 (Finn)
 1959 (snipe)
 1962 (Flying Dutchman)
 1966 (5 meter)
 1966, 1967 (Star)
 1969, 1974 (Soling)